# Неперервна справа функція з лівосторонніми границями

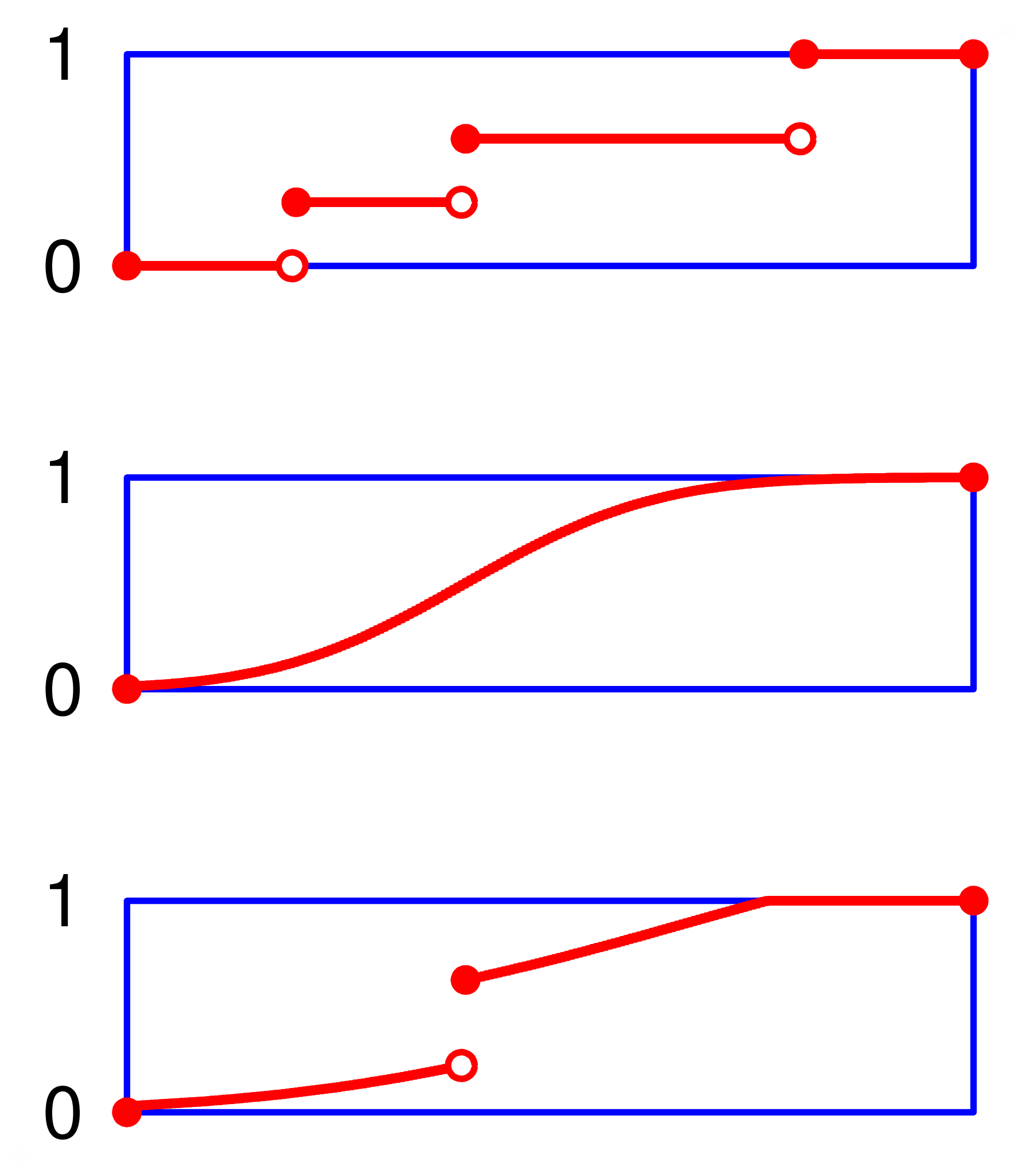
Функції розподілу випадкової величини є прикладами càdlàg функцій

В математиці, càdlàg (фр. continu à droite, limite à gauche, або англійською RCLL або англ. “right continuous with left limits”) функція або Неперервна справа функція з лівосторонніми границями (НСФзЛГ) — це функція визначена на дійсній осі (або її підмножині), всюди неперервна справа і має лівосторонні границі в кожній точці. Càdlàg функції є дуже важливими у вивченні стохастичних процесів з стрибками, на відміну від Вінерівського процесу який має неперервні траєкторії. Клас неперервних справа функцій з лівосторонніми границями (càdlàg функції) утворюють простір Скорохода.

## Означення
Нехай (M, d) — метричний простір, і E ⊆ R. Функція ƒ: E → M називається неперервною справа функцією з лівосторонніми границями (або càdlàg функцією) якщо, для всіх t ∈ E,
- лівостороння границя ƒ(t−) := lims↑t ƒ(s) існує; і
- правостороння границя ƒ(t+) := lims↓t ƒ(s) існує і дорівнює ƒ(t).

Тобто, ƒ — неперервна справа з лівосторонніми границями.

### Приклади
- Всі неперервні функції є càdlàg функціями.
- Функції розподілу ймовірностей є càdlàg функціями за означенням.
- Права похідна {\displaystyle f_{+}^{\prime }} будь-якої опуклої функції  f, що визначена на відкритому інтервалі, є зростаючою càdlàg функцією[джерело?].

## Простір Скорохода
Множина усіх càdlàg функцій ƒ: E → M  часто позначається як D(E; M) (або просто D) і називається Простір Скорохода на честь українського математика Анатолія Скорохода. Простору Скорохода може бути поставлена у відповідність топологія, яка дозволяє нам інтуітивно "трохи збурювати простір і час" (тоді як традиційна топологія з рівномірною збіжністю дозволяє лише "трохи збурювати простір"). Для спрощення візьмемо E = [0, T] та M = Rn — дивись у Billingsley більш загальну конструкцію.
З початку треба визначити аналог модуля неперервності, ϖ′ƒ(δ). Для будь-якого F ⊆ E визначимо
{\displaystyle w_{f}(F):=\sup _{s,t\in F}|f(s)-f(t)|}
і для δ > 0 визначимо càdlàg modulus як
{\displaystyle \varpi '_{f}(\delta ):=\inf _{\Pi }\max _{1\leq i\leq k}w_{f}([t_{i-1},t_{i})),}
де infimum береться по всім розподілам Π = {0 = t0 < t1 < … < tk = T}, k ∈ N з mini (ti − ti−1) > δ. Таке визначення дає сенс для non-càdlàg ƒ (тоді як звичайний модуль неперевності дає сенс для розривних функцій) і можна показати, що ƒ є càdlàg тоді і тільки тоді ϖ′ƒ(δ) → 0 коли δ → 0.
Позначимо Λ множину усіх строго зростаючих, неперервних бієкцій з E в себе (це є "збурення часу"). Нехай
{\displaystyle \|f\|:=\sup _{t\in E}|f(t)|}
позначає однорідну норму функцій на E. Визначимо метрику Скорохода σ на D так
{\displaystyle \sigma (f,g):=\inf _{\lambda \in \Lambda }\max\{\|\lambda -I\|,\|f-g\circ \lambda \|\},}
де I: E → E є індикаторною функцією. В термінах інтуітивного "збурення" ||λ − I|| вимірює розмір "збурення в часі", а ||ƒ − g○λ|| вимірює розмір "збурення в просторі".
Можна показати, що метрика Скорохода є дійсно метрикою. Топологія Σ, що генерується σ називається топологією Скорохода на D.

## Властивості простору Скорохода

### Узагальнення однорідної торології
Простір C неперевних функцій на E є підпростором D. Топологія Скорохода, яка зв'язується з простором C, збігається з однорідною топологією на ньому.

### Повнота
Можна показати, що хоча D не є повним простором по точки зору метрики Скорохода σ, існує топологічно еквівалентна метрика σ0 з якою D є повним.

### Сепарабельність
Якщо σ або σ0, то D є сепарабельним простором. Тоді простір Скорохода є польським простором.

### Щільність простору Скорохода
Застосовуючи теорему Арцела-Асколі, можна показати, що послідовність (μn)n=1,2,… ймовірнісних мір на просторі Скорохода D є щільною тоді і лише тоді, коли виконуються наступні дві умови:
{\displaystyle \lim _{a\to \infty }\limsup _{n\to \infty }\mu _{n}{\big (}\{f\in D\;|\;\|f\|\geq a\}{\big )}=0,}
та
{\displaystyle \lim _{\delta \to 0}\limsup _{n\to \infty }\mu _{n}{\big (}\{f\in D\;|\;\varpi '_{f}(\delta )\geq \varepsilon \}{\big )}=0{\text{ для всіх }}\varepsilon >0.}

### Алгебраїчна та топологічна структура
При топології Скорохода та поточковому складанні функцій D не є топологічною групою. Це видно з наступного прикладу:
Нехай {\displaystyle E=[0,2)} одиничний интервал, а {\displaystyle f_{n}=\chi _{[1-1/n,2)}\in D} послідовність характеристичних функцій.
Не дивлячись на те, що {\displaystyle f_{n}\rightarrow \chi _{[1,2)}} в топології Скорохода, послідовність {\displaystyle f_{n}-\chi _{[1,2)}} не збігається до 0.